# Елешкьой
Елешкьой или Елидже е бивше село в Република Гърция, разположено на територията на дем Драма в област Източна Македония и Тракия.

## География
Селото е разположено в източните склонове на планината Боздаг, северно от град Драма, близо до Пепелаш и северозападно от Мокрош.

## История

### В Османската империя
В началото на XX век Елешкьой е село в Драмската кааза на Османската империя. Според статистиката на Васил Кънчов („Македония. Етнография и статистика“) в 1900 година Ейлидже има 392 жители, всички турци.

### В Гърция
След Междусъюзническата война от 1913 година селото остава в пределите на Гърция. В 1913 година населението е преброено заедно с това на Пепелаш и възлиза на 746 души. Селото пострадва от Първата световна война и в 1920 година в него живеят само 67 души. В 1923 година по силата на Лозанския договор цялото население се изселва в Турция и селото е заличено.
| Година    | 1913 | 1920 | 1928 | 1940 | 1951 | 1961 | 1971 | 1981 | 1991 | 2001 | 2011 | 2021 |
| --------- | ---- | ---- | ---- | ---- | ---- | ---- | ---- | ---- | ---- | ---- | ---- | ---- |
| Население | 746  | 67   |      |      |      |      |      |      |      |      |      |      |